# بنت الحارس (فلم)
بنت الحارس هو فيلم دراما لبناني أُنتِجَ عام 1968، الفيلم من بطولة فيروز، ويُعَد من أبرز أفلام السينما اللبنانية والعربية.

## القصة
تدور أحداث الفيلم حول قرار الأهالي بإحدى القرى إحالة الحارسين اللذين يحرسان القرية للاستيداع، وذلت بسبب عدم وجود لصوص، والحارسان هما والد بطلة الفلم فيروز وصديقه، مما يضطرهما للذهاب للعمل بعيداً عن قريتهما. عمل الوالد في المرفأ، بينما عمل صديقه في المسرح في بلاد الشام.
ونتيجة لذلك تتنكر ابنة أحد هذين الحارسين في زي لص ملثم يهدد كل ليلة بيوت القرية ويفشلون في القبض عليه وهنا يقرر أهل القرية إعادة الحارسين إلى وظيفتهما.

## طاقم التمثيل

مشهد أغنية نسم علينا الهوى من الفيلم.

- فيروز.
- الياس رزق.
- صلاح تيزاني.
- رفيق السبيعي.
- سمير شمص.
- أحمد خليفة.
- ليلى كرم.
- علي دياب.
- مارسيل مارينا.
- إيمان.

بالاشتراك مع:
- نصري شمس الدين.
- جوليا ضو.

## أغاني الفيلم
|    | الأغنية                         | كلمات          | الحان          | غناء  |
| -- | ------------------------------- | -------------- | -------------- | ----- |
|    | غيبي ولا تغيبي (مقدمة الفيلم)   | الأخوان رحباني | الأخوان رحباني | فيروز |
| 1  | نسّم علينا الهوى                 | الأخوان رحباني | الأخوان رحباني | فيروز |
| 2  | اطلعي يا عروسة                  | الأخوان رحباني | الأخوان رحباني | فيروز |
| 3  | يللا تنام ريما                  | الأخوان رحباني | الأخوان رحباني | فيروز |
| 4  | طيري يا طيّارة                   | الأخوان رحباني | فيلمون وهبي    | فيروز |
| 5  | يا عاقد الحاجبين                | بشارة الخوري   | الأخوان رحباني | فيروز |
| 6  | تك تك تك يام سليمان             | الأخوان رحباني | الأخوان رحباني | فيروز |
| 7  | قمرة يا قمرة                    | الأخوان رحباني | الأخوان رحباني | فيروز |
| 8  | يا جبل اللي بعيد - بعدو الحبايب | الأخوان رحباني | الأخوان رحباني | فيروز |
| 9  | حبيبي بدّو القمر                 | الأخوان رحباني | الأخوان رحباني | فيروز |
| 10 | ضحك اللوز                       | الأخوان رحباني | الأخوان رحباني | فيروز |
| 11 | يدور الدوري                     | الأخوان رحباني | الأخوان رحباني | فيروز |

## وصلات خارجية
- مقالات تستعمل روابط فنية بلا صلة مع ويكي بيانات